# Planke (Einheit)
Planke war ein Flüssigkeitsmaß in verschiedenen Städten entlang der Nord- und Ostseeküste von knapp einem halben Liter. Die Planke wurde etwa in Hamburg, Lübeck, Rostock, Schwerin, Holstein und weiteren Orten von Mecklenburg verwendet. Das Maß wurde auch Plank genannt und war mit dem Oeßel, auch Nösel, identisch. In jeder dieser Regionen war das Maß verschieden.
Allgemein galt
- 1 Planke = 1 Plank = 1 Nösel = 1 Oeßel
- 1 Quartier = 2 Planken = 4 Orte[1]

## Hamburg, Lübeck
- 1 Quartier = 2 Oeßel
- 1 Oeßel = 22 13/16 Pariser Kubikzoll = 9/20 Liter

## Rostock
- 1 Oeßel = 22 13/16 Pariser Kubikzoll = 9/20 Liter

| Anzahl Oeßel | entsprechendes Maß |
| ------------ | ------------------ |
| 1 Oeßel      | 2 Ort/Pegel        |
| 2 Oeßel      | 1 Pot/Quartier     |
| 4 Oeßel      | 1 Kanne            |
| 8 Oeßel      | 1 Stübchen         |
| 16 Oeßel     | 1 Viertel          |
| 64 Oeßel     | 1 Eimer            |
| 80 Oeßel     | 1 Anker            |
| 320 Oeßel    | 1 Ahm              |
| 480 Oeßel    | 1 Oxhoft           |
| 1220 Oeßel   | 1 Fuder            |

Aber auch diese Abweichungen galten
- 1 Oeßel = 20 ¾ Pariser Kubikzoll = 2/5 Liter